# Мальш (Карлсруэ)
Мальш (нем. Malsch) — коммуна в Германии, в земле Баден-Вюртемберг.
Подчиняется административному округу Карлсруэ. Входит в состав района Карлсруэ. Население составляет 14 488 человек (на 31 декабря 2010 года). Занимает площадь 51,24 км².
Коммуна подразделяется на 4 сельских округа: Фёлькерсбах (Völkersbach), Вальдпрехтсвайер (Waldprechtsweier), Зульцбах (Sulzbach), Ноймальш (Neumalsch).

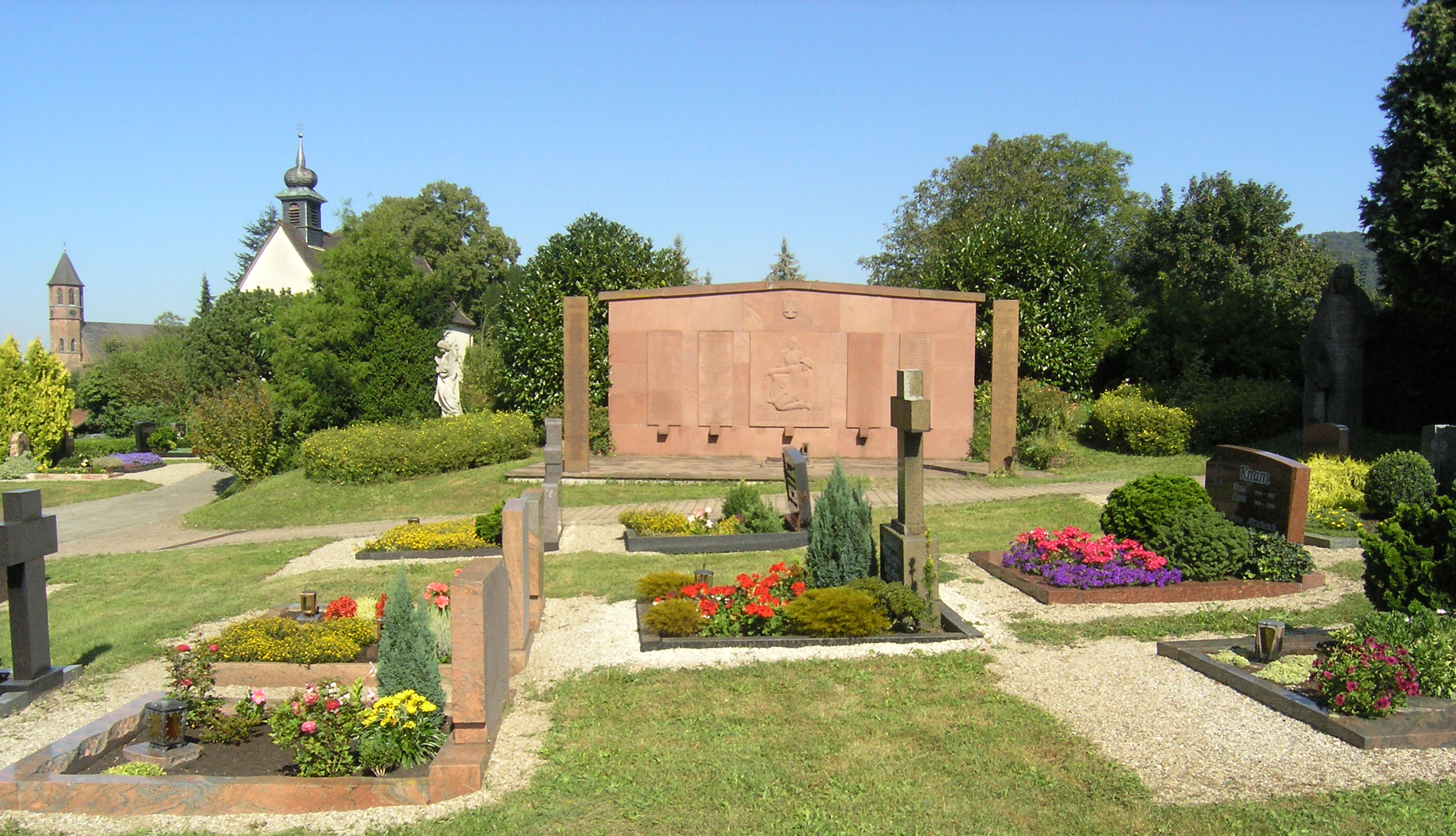
Кладбище и церковь